# お命頂戴!
お命頂戴!（おいのちちょうだい）は1981年10月7日から1981年12月30日までテレビ東京系列で放送されたテレビ時代劇である。
2025年2月12日から2月28日までBS松竹東急にて平日13:29 - 14:30に放送された。

## 内容
- 主人公である奥右筆の内藤左門は、徳川幕府12代将軍徳川家慶の密命を受け世直しを始めた。2人の手下（村雨のお紺・浮雲の七兵衛）を使い、様々な変装で悪と戦う。

## キャスト
- 内藤左門：片岡孝夫（現･片岡仁左衛門）

「かみそり左門」の異名を取る、家慶の側近で奥右筆。家慶から密命を受けると浪人、板前、渡世人、虚無僧などに変装して事件を捜査する。証拠を掴むと黒の着流しで悪人の前に現れ、「てめえらみてえな悪党を生かしておいたとあっちゃあ、御天道様に申し訳がたたねえんだ! 上様（将軍家慶）から拝領のこの刀（徳川宗家の家紋である「三葉葵」の紋所入りの拝領刀）で、てめえの命を頂戴する!」と決めゼリフをいって拝領刀で斬る（最後に残った大悪を拝領刀で斬る際には、必ず「お命頂戴!」と呟いてから叩き斬った）。町人姿では「左吉」もしくは「左太郎」と名乗り、お紺・七兵衛からは「旦那」と呼ばれている。
- 村雨のお紺：新藤恵美

髪結い屋「あやめ床」の女将。かつては盗賊をしていた（第12話）。武器は脚に仕込んだ匕首。
- 浮雲の七兵衛：ハナ肇

露店でいかさまルーレットをしている。以前は山師をしていた（第6話）。武器は刃の付いた鎖。
- 徳川家慶：伊吹吾郎（第1話・第3話 - 第6話・第11話・第12話）

左門の直接の上司で、徳川幕府第12代将軍。
- お歌：正司歌江

「あやめ床」の髪結い。
- お京：伊藤さやか

「あやめ床」の髪結い。
- 植村利絵：東山明美

「あやめ床」に通う女町医者。
- 村上兵馬：片岡松之助

奥右筆・左門の配下。
- ナレーター：寺田農

## スタッフ
- プロデューサー : 時崎克彦（テレビ東京）、佐々木康之（歌舞伎座テレビ）、大塚貞夫（歌舞伎座テレビ）
- 脚本 : サブタイトル参照
- 監督 : サブタイトル参照
- 音楽 : 牧野由多可
- 製作協力 : 京都映画
- 製作 : テレビ東京、歌舞伎座テレビ

## サブタイトル
| 話数 | 放送日         | サブタイトル                | 脚本     | 監督       | ゲスト |
| ---- | -------------- | --------------------------- | -------- | ---------- | --- |
| 1    | 1981年 10月7日 | 変幻葵殺法 最後の哀しき抱擁 | 鈴木生朗 | 井上梅次   | 丹羽秀安：佐藤仁哉、米倉甲斐：永井秀明、弥生：黒須薫、青木又十郎：高峰圭二、 戸波一平：白川公二郎、医師：沖ときお、客：鶴田耕裕、客：松尾勝人、 客：日向はじめ、若侍：美鷹健児、若侍：はりた昭久、中間：丸尾好広、 冷光院（百合）：松坂慶子                                            |
| 2    | 10月14日       | 血染めの陰謀絵図            | 津田幸於 | 唐順棋     | 千勢：磯野洋子、本田刑部：早川保、長太郎：片岡孝太郎、対馬屋：南祐輔、 伊助：野上哲也、野上：加治春雄、おせい：三浦徳子、生方：宮川珠季、石塚：花岡秀樹 お芳：和田かつら、主人：伝法三千雄、女将：服部明美                                                                             |
| 3    | 10月21日       | 人情慕情の地獄旅            | 鈴木生朗 | 井上梅次   | 風間月江：入江若葉、風間十四郎：林成年、長田主馬：小笠原弘、亀吉：北見唯一、 老爺：岩田直二、矢野又兵衛：出水憲司、花代：北浜ゆり、客：鶴田耕裕、客：松尾勝人、 武士：木村茂、武士：長坂保、武士：佐渡守、武士：山野武                                                                 |
| 4    | 10月28日       | 大名殺し悪党列伝            | 鈴木生朗 | 家喜俊彦   | 森半太夫：天田俊明、千恵：奈三恭子、蝮の重蔵：本郷直樹、お滝：松村康世、 阿部土佐守：西山辰夫、堀長門守：西園寺章雄、外村弥十郞：田中弘史、 武士：東悦次、中間：橋本和博 |
| 5    | 11月4日        | 孤剣闇を裂く                | 津田幸於 | 唐順棋     | お篠：葉山葉子、矢吹伝内：遠藤征慈、伊勢屋：山岡徹也、脇坂兵庫：永野辰弥、 山崎屋：北原将光、松吉：中村明豊、庄太：川合大輔、林田伊十郎：石倉英彦、 早坂帯刀：堀北幸夫、客：鶴田耕裕、客：松尾勝人、供侍：石津貞義、米吉：亀井賢二                                                     |
| 6    | 11月11日       | 隠し金山決死行              | 鈴木生朗 | 皆元洋之助 | 仁助：梅野泰靖、おみよ：日高久美子、丹波屋：陶隆司、服部五兵衛：五味龍太郎、 永井美濃守：須永克彦、弥造：山本一郎、岩崎庄蔵：柴田昭彦、寅吉：遠山二郎、 金丸：筑波健、武士：長坂保、武士：木村茂                                                                                       |
| 7    | 11月18日       | 父娘血涙の拷問蔵            | 東条正年 | 南野梅雄   | お市：瞳順子、大垣屋：外山高士、峰吉：大竹修造、三洲屋：柳川清 山崎軍蔵：綾川香、鬼頭：千葉敏郎、戸田民部：中村錦司、銀助：重久剛一 与吉：笹吾朗、大工：伊藤克美、町人：沢木一郎 |
| 8    | 11月25日       | 喧嘩商売居合斬り            | 東条正年 | 南野梅雄   | 目付 後藤：西沢利明、前田：市川好郎、お千代：吉本真由美、堀田下野守：山口幸生、 若年寄 小柴：堀内一市、佐竹：細川純一、清水：諸木淳郎、女中：中塚和代、 塚本：梶山雅一、武士：平井靖、武士：長坂保                                                                                     |
| 9    | 12月2日        | 女ひとり涙の墓標            | 津田幸於 | 南野梅雄   | お絹：三浦リカ、新兵衛：早川雄三、遠州屋：小田部通麿、角倉監物：藤沢薫、 石井源九郎：丘路千、友士：浜田雄史、島崎勇五郎：武周暢、弥太：東悦次 浪人：平井靖、浪人：扇田喜久一、浪人：加藤正記                                                                                           |
| 10   | 12月9日        | 影を操る極悪人              | 吉田義昭 | 唐順棋     | 大野屋利兵衛：内田稔、お加代：佐藤万理、堀田大和守：溝田繁、和尚：山村弘三、 三郎太：有光豊、川部主水：玉生司郎、虚無僧：梶山雅一、虚無僧：加藤正記、 早瀬喜十郎：出水憲司、瓦版：平井靖、武士：木村茂、武士：久野和夫                                                                 |
| 11   | 12月16日       | 仇討ち無情なみだ橋          | 津田幸於 | 家喜俊彦   | 神坂綾：服部妙子、矢吹哲之助（中井兵馬）：剣持伴紀、お袖：下村節子、 谷崎外記：永野辰弥、相馬屋：堀内一市、山田源三郎：大木晤郎、 倉持弥九郎：田中弘史、伴助：野上哲也、お常：小林加奈子、十三屋：坂本和子、 女中：紅萬子、番頭：梶山雅一、町人：木村茂、町人：長坂保                  |
| 12   | 12月23日       | 女賊怨みの闇将軍            | 鈴木生朗 | 井上梅次   | お蝶：長谷直美、石黒兵太夫：小林勝彦、お蓮の方：山口奈美、 美濃部筑前守：須永克彦、庄吉：石倉英彦、友造：重久剛一、 お米：小笠原町子、岡野：宮川珠季、同心：伊波一夫、武士：美鷹健児、客：松尾勝人                                                                                     |
| 13   | 12月30日       | 左門殺し屋変化              | 東条正年 | 皆元洋之助 | 黒猫の銀次：沖田駿一、政五郎：近藤宏、鳥井頼母：牧冬吉、房州屋：若宮隆三、淡路屋：北原将光 増成：柳原久仁夫、仁吉：大橋壮多、おしん：荒井洸子、おみつ：人見ゆかり みよ：園田袖子、しず：三笠敬子、やくざ：東悦次、やくざ：日向はじめ、やくざ：東郷晋、やくざ：大村賢次、文吉：大捕慎司 |

## ネット局
- テレビ東京（制作局）
- サンテレビ - 同時ネット
- 近畿放送 - 同時ネット
- テレビ和歌山 - 同時ネット

## 前後番組
| テレビ東京 水曜21時枠   | テレビ東京 水曜21時枠 | テレビ東京 水曜21時枠 |
| 前番組                  | 番組名                | 次番組                |
| ----------------------- | --------------------- | --------------------- |
| 斬り捨て御免! （第2部） | お命頂戴!             | ご存知時代劇シリーズ  |